# Solaris Urbino 12 electric
Solaris Urbino 12 electric – elektryczny autobus miejski klasy MAXI produkowany od 2013 r. przez Solaris Bus & Coach w Bolechowie-Osiedlu koło Poznania. Należy do rodziny autobusów miejskich Solaris Urbino. Od 2015 r. produkowana jest jego nowa generacja, która została wyróżniona tytułem Autobus Roku 2017. Do największych odbiorców tego modelu należą przedsiębiorstwa komunikacji miejskiej z Warszawy, Krakowa, Berlina, Kluż-Napoki, Mediolanu i Madrytu.

## Geneza
W 1999 r. Solaris zaprezentował swój pierwszy autobus miejski z rodziny Urbino – Solaris Urbino 12. W kolejnych latach rozszerzano ofertę autobusów miejskich o kolejne modele, początkowo z napędem konwencjonalnym. W 2002 r. zaprezentowano nową odsłonę Urbino, tzw. II generację. Dwa lata później, w 2004 r. została zaprezentowana III generacja Urbino. W ramach III generacji w 2006 r. Solaris Bus & Coach na targach IAA Nutzfahrzeuge w Hanowerze zaprezentował pierwszy model hybrydowy Solaris Urbino 18 Hybrid powstały we współpracy z amerykańskimi firmami Alisson Transmission oraz Cummins. Był to pierwszy w Europie hybrydowy autobus w seryjnej produkcji. Tym samym Solaris dołączył do europejskich liderów ekologicznych technologii w transporcie publicznym. Krzysztof Olszewski, założyciel Solaris Bus & Coach powiedział wówczas: „Diesel umarł, niech żyje elektryczność!”. Pierwszy autobus w pełni elektryczny, Solaris Urbino 8,9 LE electric, został zaprezentowany w 2012 r. Pomimo iż nie produkowano wcześniej pojazdów elektrycznych marki Solaris, należy on do III generacji rodziny Urbino, gdyż na podstawie jej konstrukcji powstał ten model autobusu. Początkowo zasięg pojazdu wynosił jedynie 100 km, z czasem jednak ta wartość rosła wraz z postępem technologii. Pojazd testowany był m.in. w Poznaniu, w Krakowie i w Warszawie. Pierwszym odbiorcą elektrycznego autobusu Solaris był austriacki przewoźnik z Klagenfurtu. Pojazdy tego typu były także pierwszymi autobusami elektrycznymi w Polsce w posiadaniu przewoźnika – w 2014 r. dwa egzemplarze tego modelu trafiły do Ostrołęki.

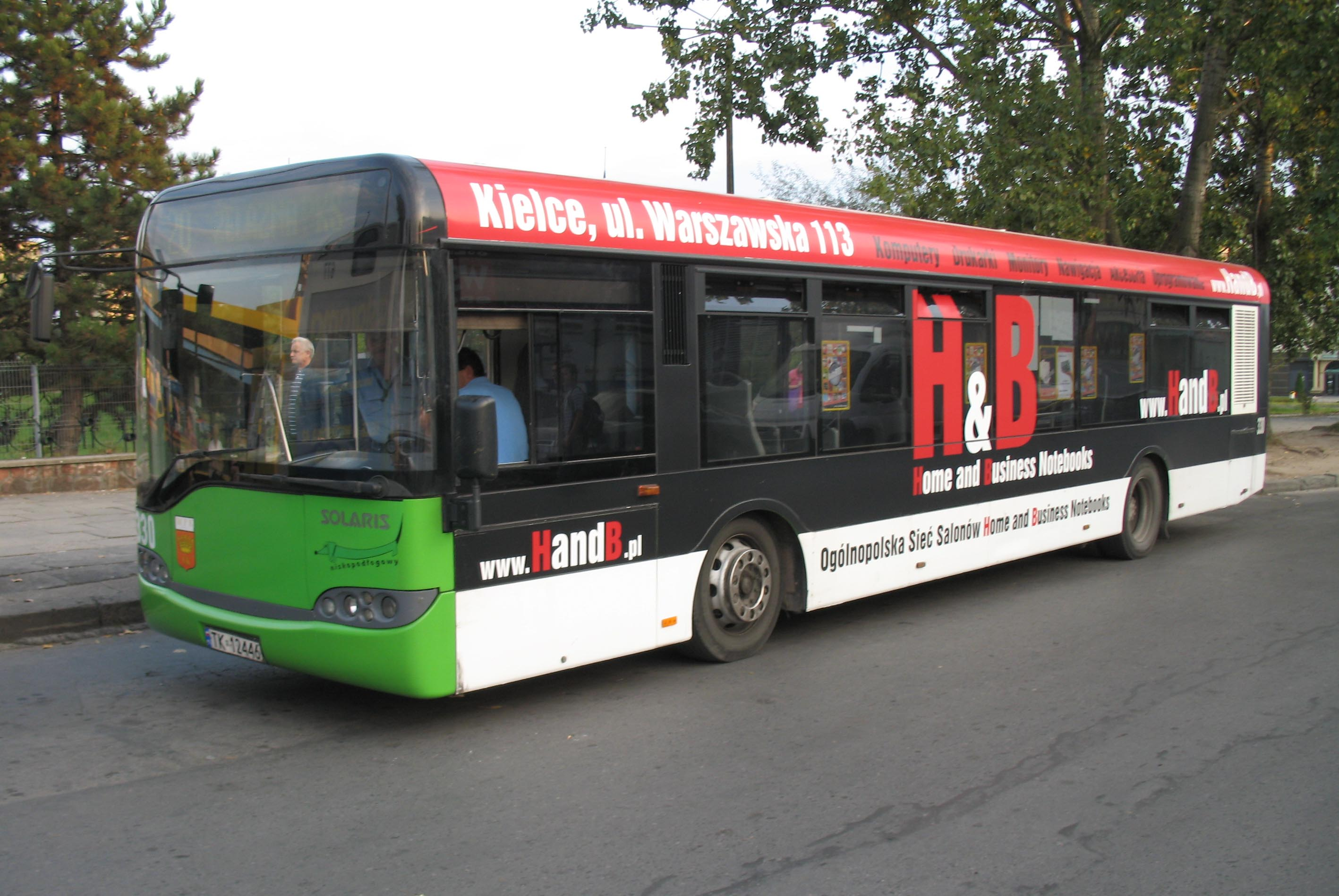
Solaris Urbino 12 I generacji
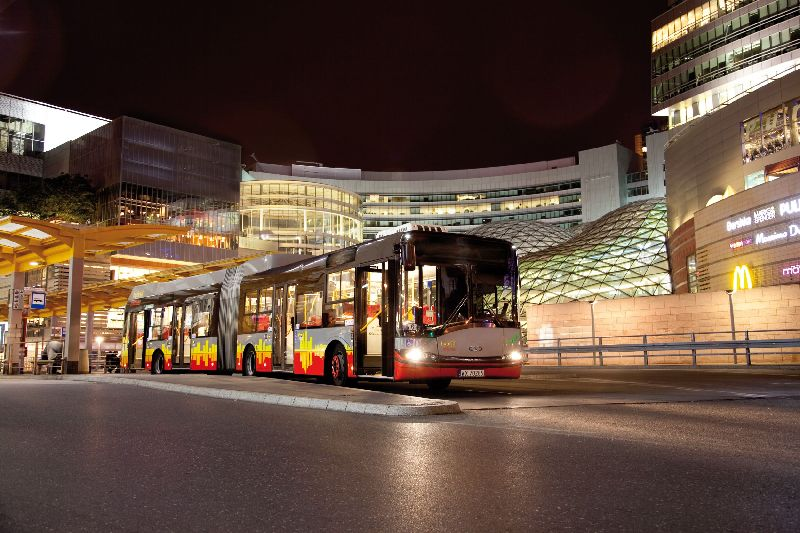
Solaris Urbino 18 Hybrid
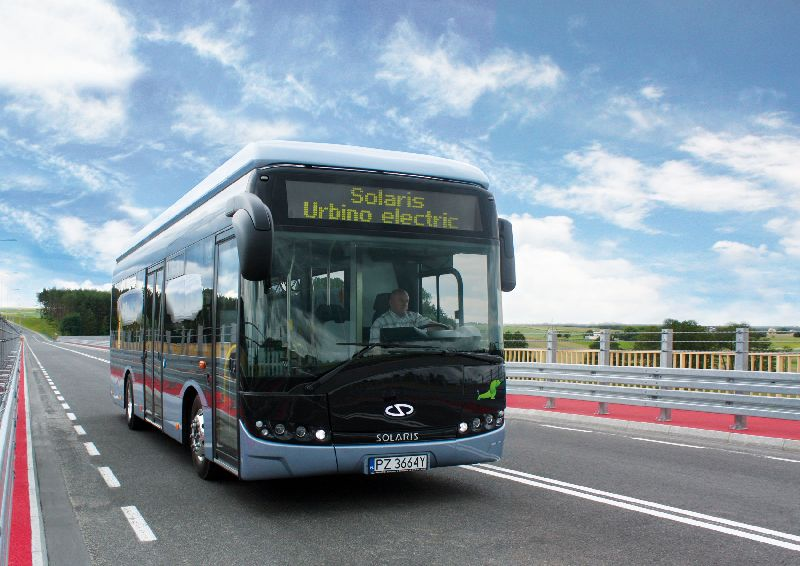
Solaris Urbino 8,9 LE electric

## III generacja (2013 – 2015)
Rok później na targach IAA 2012 w Hanowerze miała miejsce premiera w 100% elektrycznego autobusu klasy MAXI. W prototypowym egzemplarzu zastosowano układ napędowy niemieckiej firmy Vossloh Kiepe GmbH z Düsseldorfu. Opiera się on na asynchronicznym, 4-polowym silniku o mocy 160 kW (1400 Nm). Do przechowywania energii odzyskiwanej podczas hamowania wykorzystano akumulatory litowo-jonowe o pojemności 210 kWh. Zamontowane w pojeździe złącze plug-in umożliwiało ładowanie z zewnętrznego źródła energii. Producent zdecydował się także zelektryfikować wszystkie zewnętrzne urządzenia, które zazwyczaj są zasilane z silnika Diesla, w tym m.in. urządzenie klimatyzacyjne z wbudowaną pompą ciepła CO2, które jest także wykorzystywane do ogrzewania pojazdu. Oświetlenie zewnętrzne i wewnętrzne wykonano w technologii LED. Ze względu na ciężar baterii ograniczono masę pojazdu, m.in. poprzez zastosowanie aluminiowych felg. Graficznym symbolem Urbino electric został charakterystyczny dla firmy Solaris zielony jamnik z kablem zakończonym wtyczką zamiast ogona.
Po swojej premierze w 2012 roku, model Solaris Urbino 12 electric był produkowany w wielu konfiguracjach z różnymi dostawcami napędu i systemów ładowania, tak aby jak najlepiej odpowiadał indywidualnym potrzebom klientów.
Pierwsze 5 egzemplarzy 12-metrowego autobusu elektrycznego trafiły na początku 2014 r. do przewoźnika z Brunszwiku w Niemczech w ramach programu EMIL. Zostały one wyposażone w system indukcyjnego ładowania Bombardier PRIMOVE. W maju 2015 r. PKM Jaworzno odebrało pierwszy egzemplarz Urbino 12 electric w Polsce. W tym samym miesiącu MPK Kraków rozpoczęło testy dwóch prototypowych egzemplarzy. Po zakończeniu testów jeden z nich został zakupiony przez MPK. W maju 2015 r. dostarczony został także pierwszy z 10 autobusów dla MZA Warszawa. W połowie 2015 r. Solaris dostarczył także cztery bezemisyjne autobusy dla berlińskiego BVG. Kolejne miasta eksploatujące Solarisy Urbino 12 electric III generacji to Oberhausen, Düsseldorf, Drezno i Västerås.
Na bazie III generacji Solarisa Urbino 12 electric, we współpracy z czeską firmą Škoda Transportation, powstał model elektrobusu Škoda Perun. Wykorzystuje on podwozie i nadwozie firmy Solaris, natomiast napęd i osprzęt elektryczny dostarcza Škoda. Pojazdy w tej konfiguracji są oferowane przez Škodę głównie na rynku czeskim oraz słowackim.

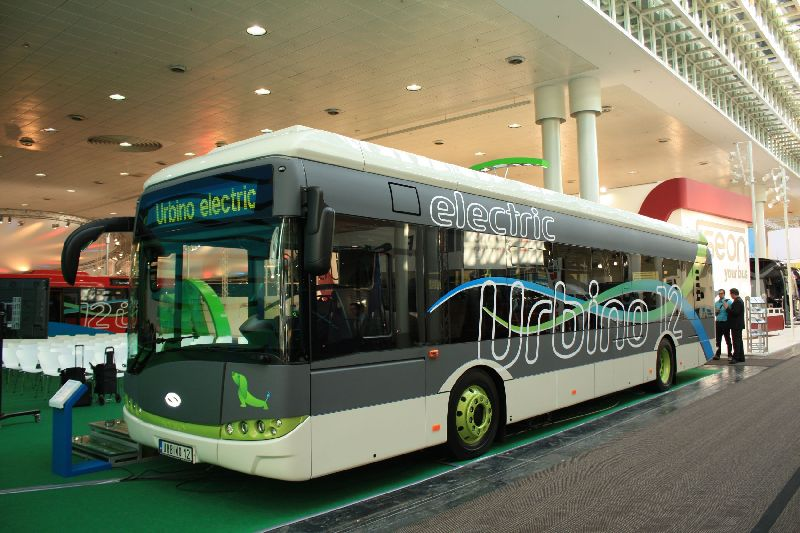
Światowa premiera Solarisa Urbino 12 electric w Hanowerze
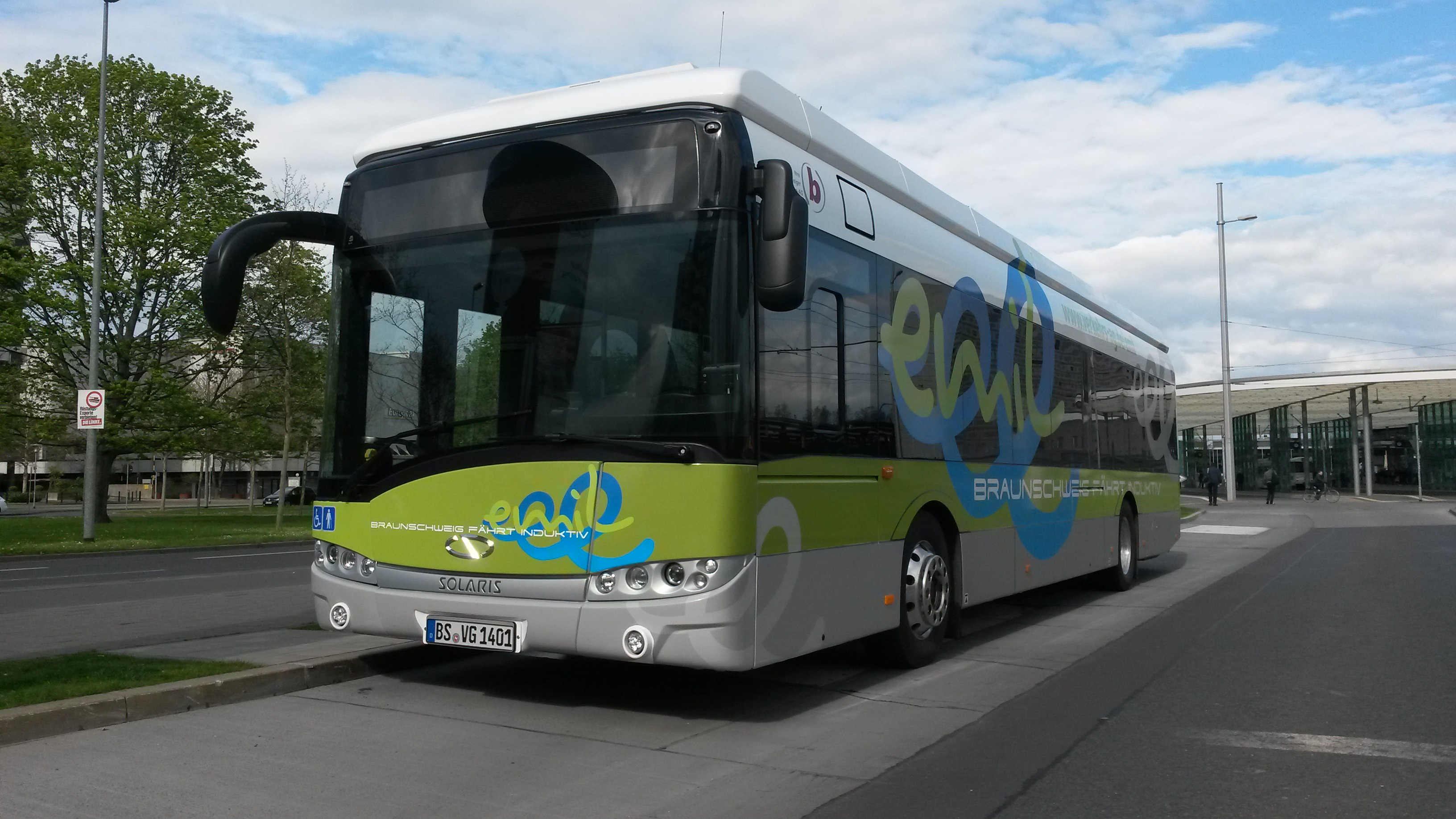
Solaris Urbino 12 electric w Brunszwiku – jeden z 5 pierwszych egzemplarzy seryjnych
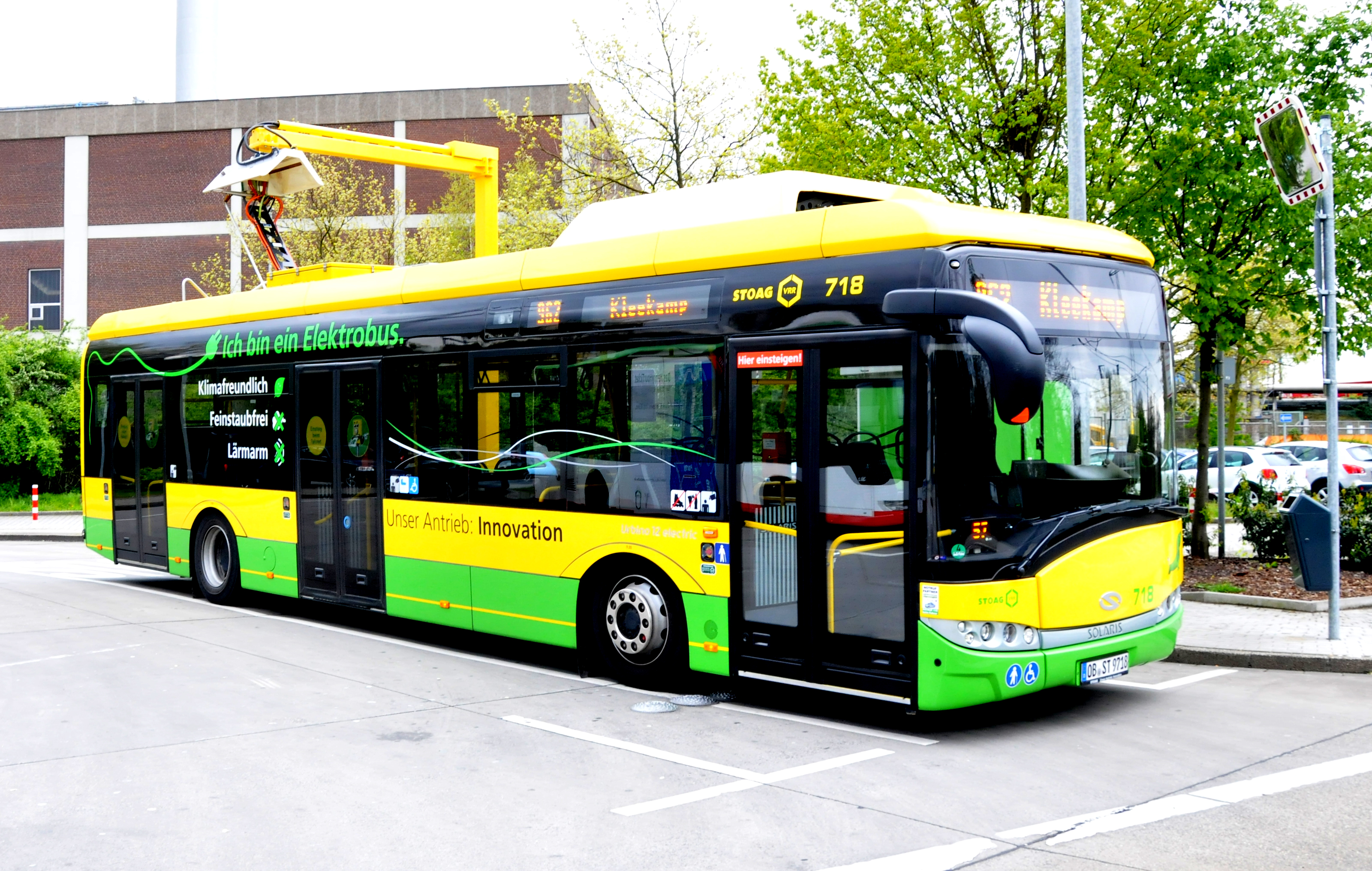
Solaris Urbino 12 electric w Oberhausen
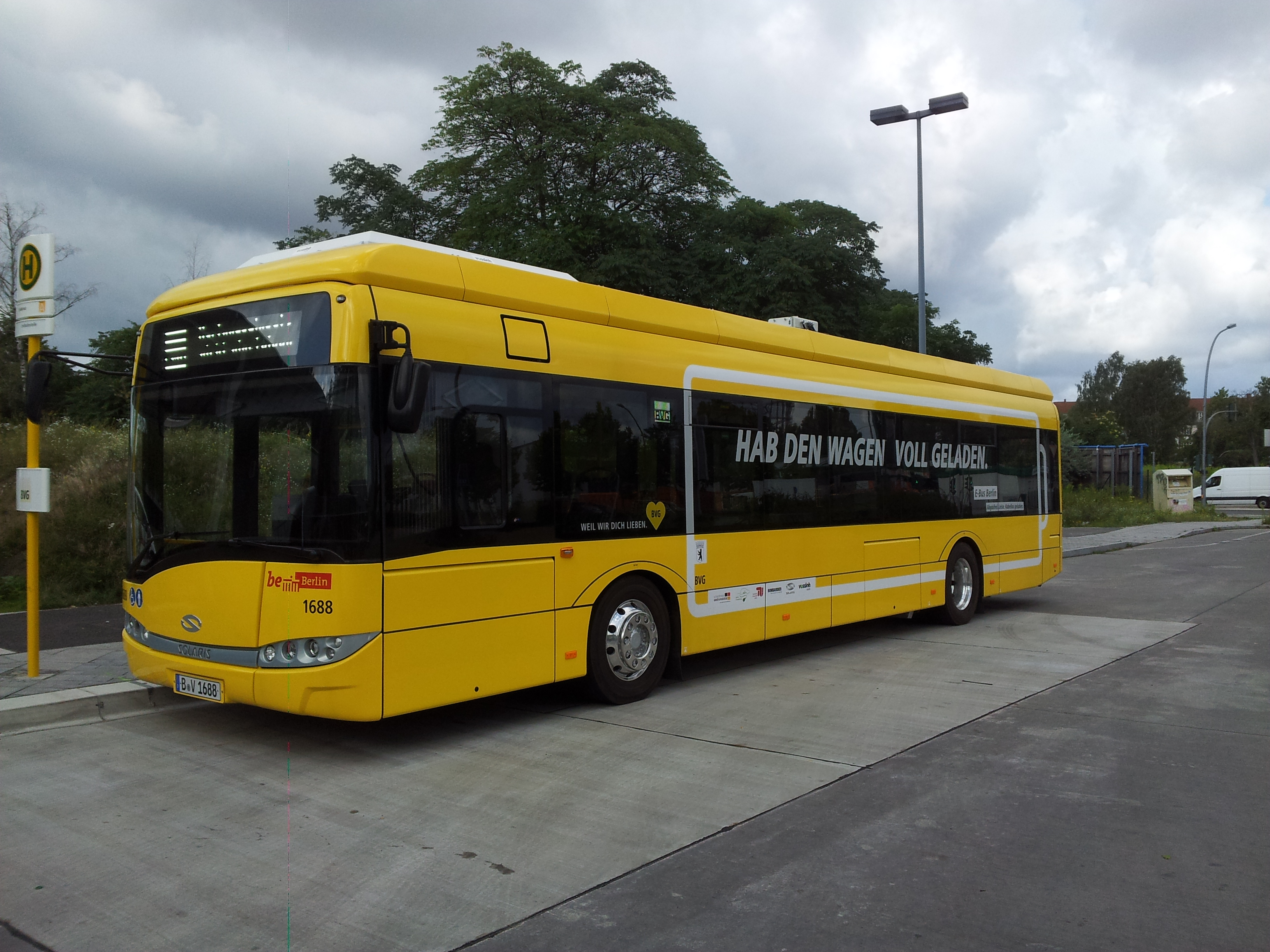
W Berlinie elektryczne Solarisy obsługują linię 204
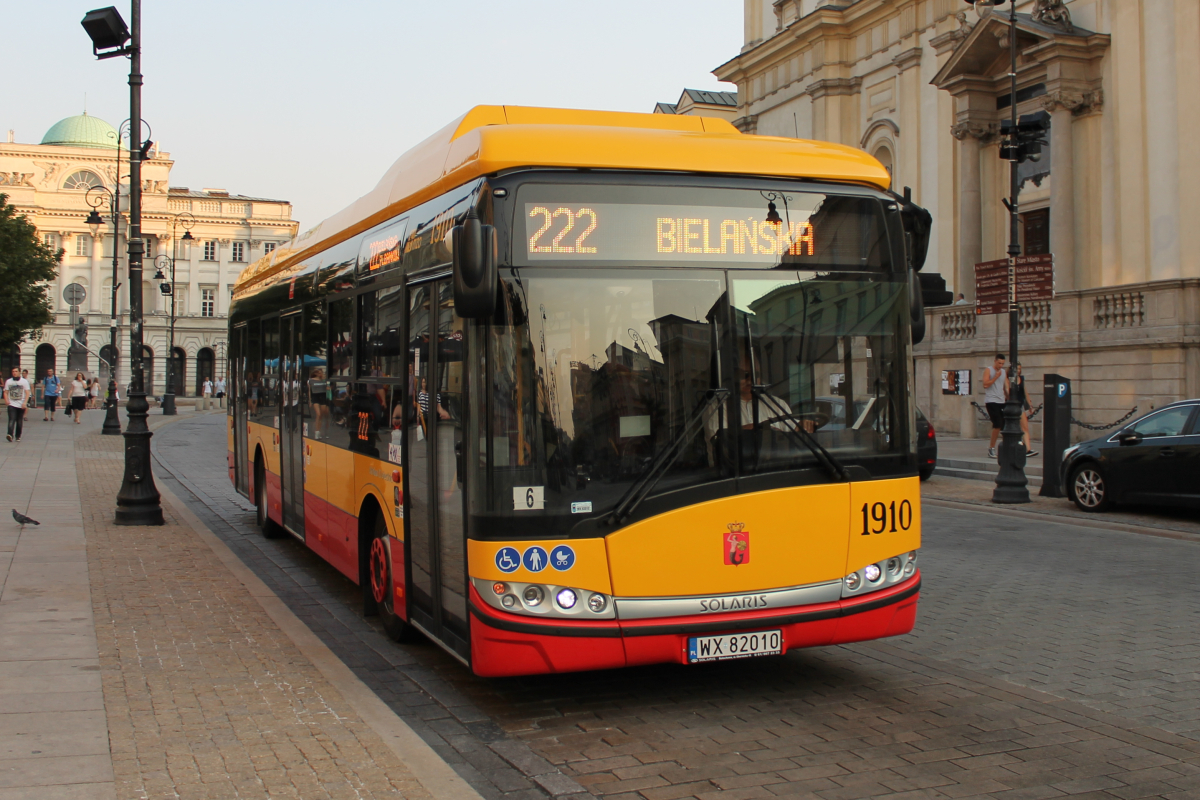
Warszawski Urbino 12 electric na ulicy Krakowskie Przedmieście (linia 222)
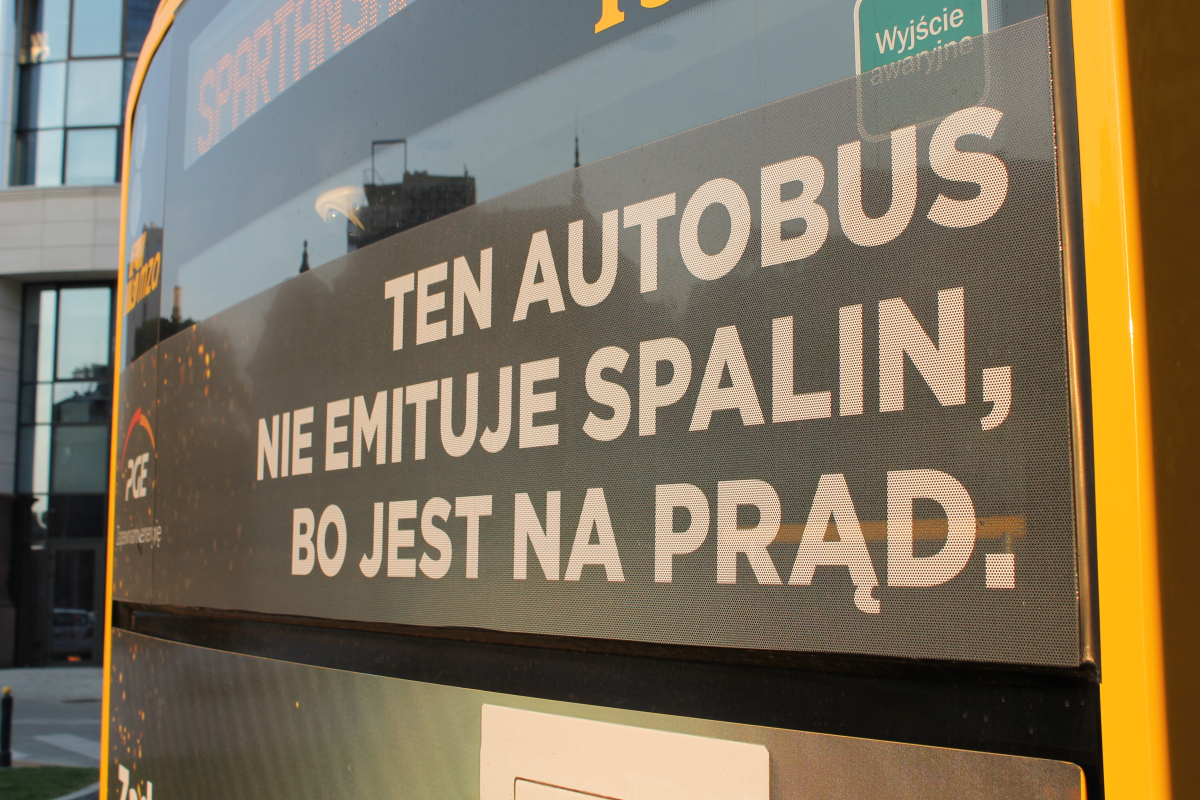
Reklama informująca o ekologicznym napędzie pojazdu z tyłu autobusu MZA Warszawa
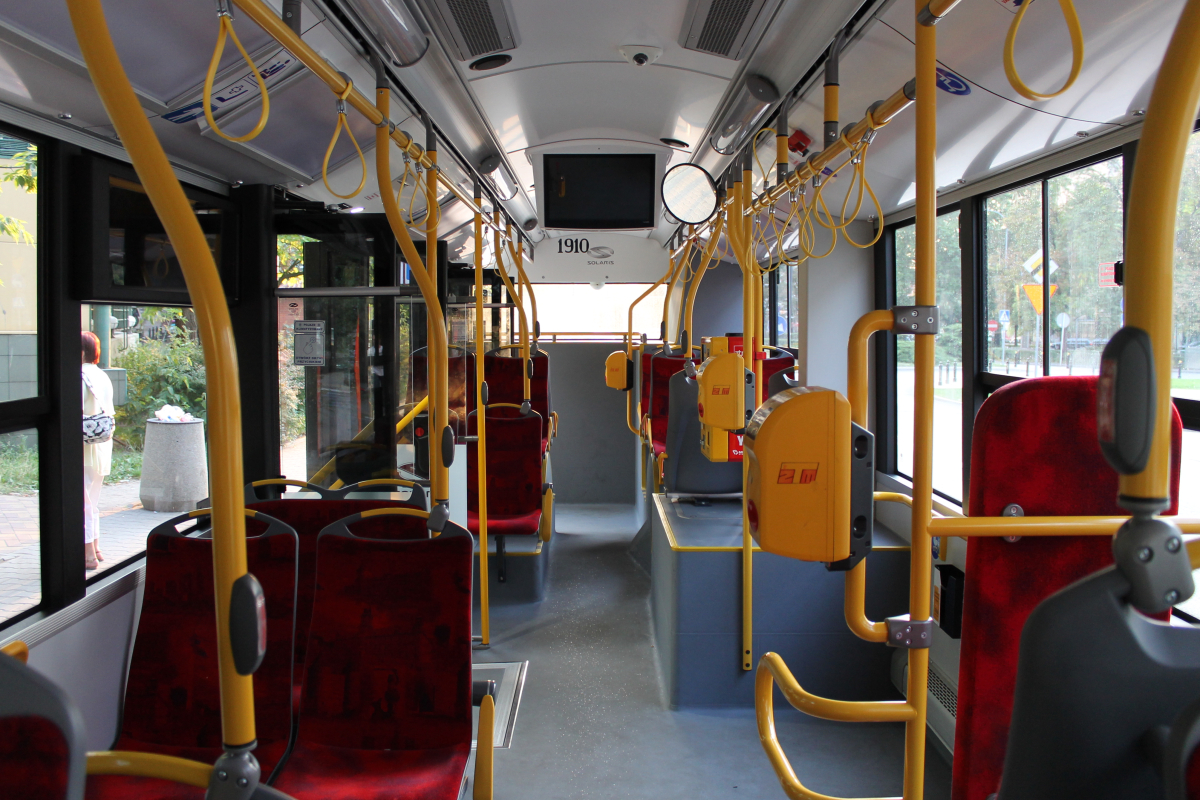
Wnętrze autobusu MZA Warszawa
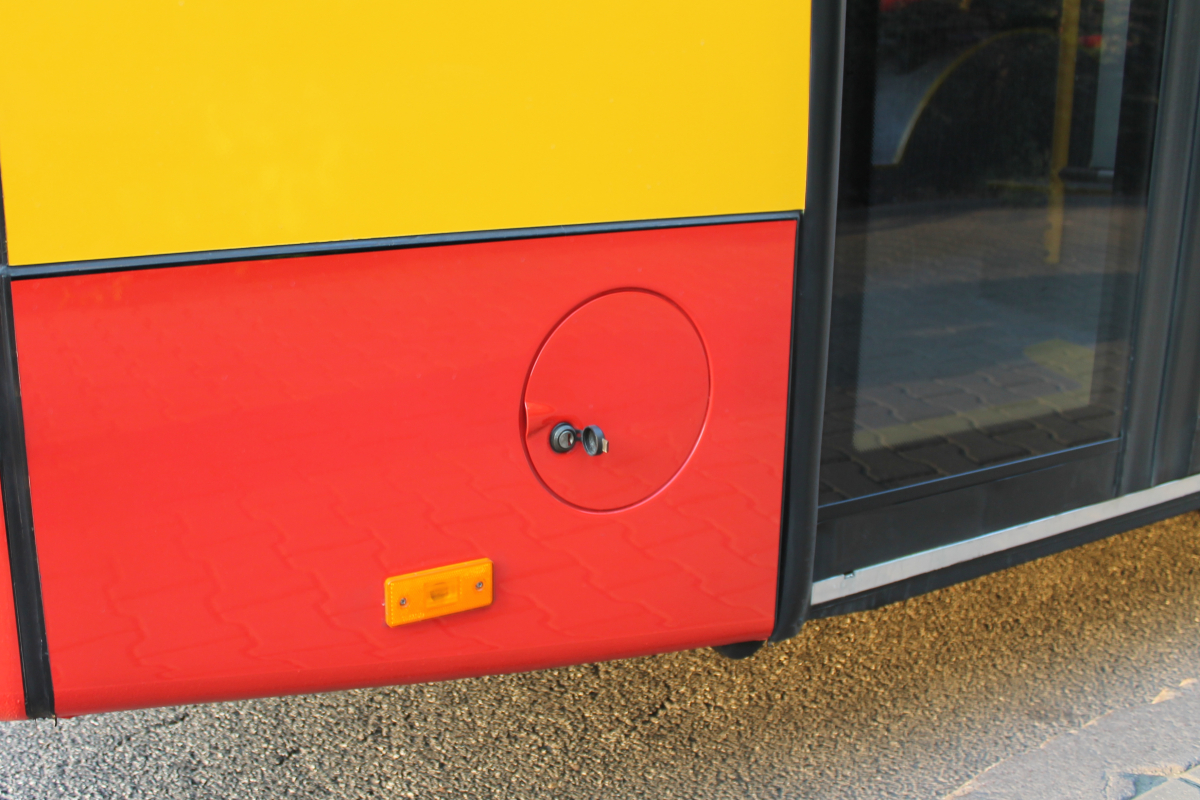
Gniazdo do ładowania plug-in
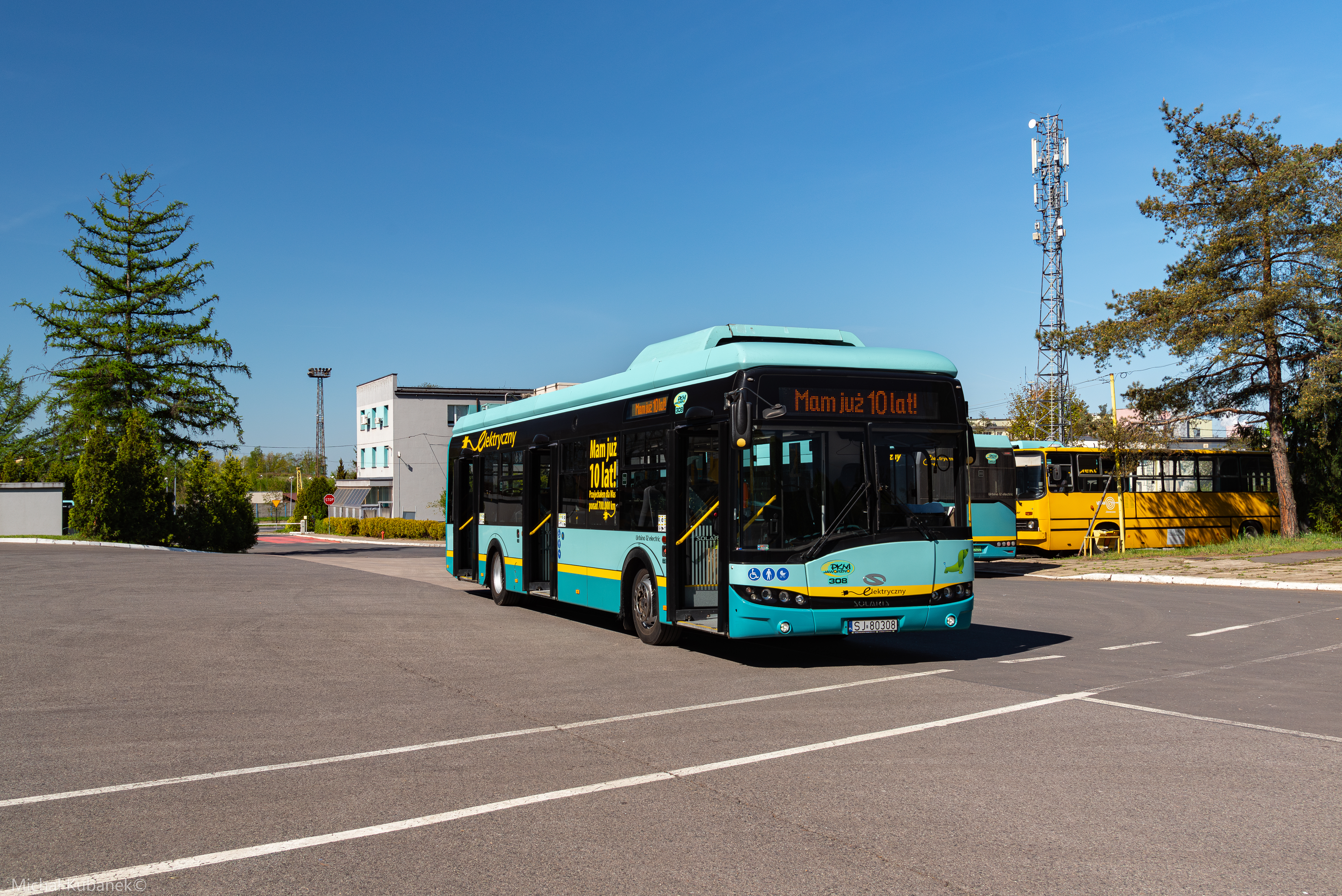
Solaris Urbino 12 electric w Jaworznie - Pierwszy dostarczony autobus elektryczny w Polsce

## IV generacja (od 2015)
W 2014 r. w trakcie wrześniowych targów IAA zaprezentowany został spalinowy model Solaris Urbino 12 i 18 nowej generacji (w odróżnieniu od poprzednich modeli, zaczęto używać określenia „Nowe Urbino”, zamiast „Urbino IV generacji”). Rok później na targach Busworld w Kortrijk Solaris zaprezentował elektryczną wersję nowej odsłony Solarisa. W nowej generacji przewidziano wiele różnych konfiguracji w zależności od potrzeb klienta. Zastosowano silniki w piastach kół  ZF AVE 130 o mocy 2 × 125 kW (170 KM) oprócz dotychczasowej możliwości zastosowania silnika centralnego. Baterie także dostępne są w wielu różnych konfiguracjach od 60 do 240 kW z możliwością szybkiego ładowania lub też bez. Ładowanie następuje metodą plug-in lub przez pantograf.
Pierwsze zamówienie na nowe pojazdy nadeszło jeszcze przed oficjalną premierą od przewoźnika Üstra z Hanoweru, gdzie w 2015 r. trafiły trzy egzemplarze w nowym designie. W grudniu 2015 r. testy bateryjnego Solarisa zaczęło RATP Paryż. Pierwszym polskim miastem, które odebrało nowe elektryczne Urbino, był Kraków. Później trafiły one także m.in. do Jaworzna i Ostrowa Wielkopolskiego, Warszawy i Sosnowca.
Na bazie IV generacji Urbino 12 electric powstał także odpowiednik Škoda Perun na podobnych zasadach jak w przypadku poprzedniego modelu. Na podobnej zasadzie w 2018 roku podczas targów InnoTrans w Berlinie niemieckie przedsiębiorstwo Voith zaprezentowało własny model autobusu elektrycznego z napędem własnej produkcji oparty na konstrukcji Urbino 12 electric.
Solaris Urbino 12 electric był prezentowany na targach Hannover Messe w dniach 23–28 kwietnia 2017 na stoisku przedstawiającym polską innowacyjność. W trakcie trwania targów stoisko odwiedziła m.in. premier Beata Szydło i kanclerz Niemiec Angela Merkel.
W 2018 r. podczas targów Transexpo Solaris zaprezentował facelifting autobusów z rodziny Urbino. Jednym z prezentowanych modeli był Urbino 12 electric. Nowsze pojazdy wyróżniają się zmienionym wyglądem ściany przedniej – zmieniono linię przedniej szyby, wprowadzono nowe światła przednie, a także zmieniono kształt górnych osłon dachu.

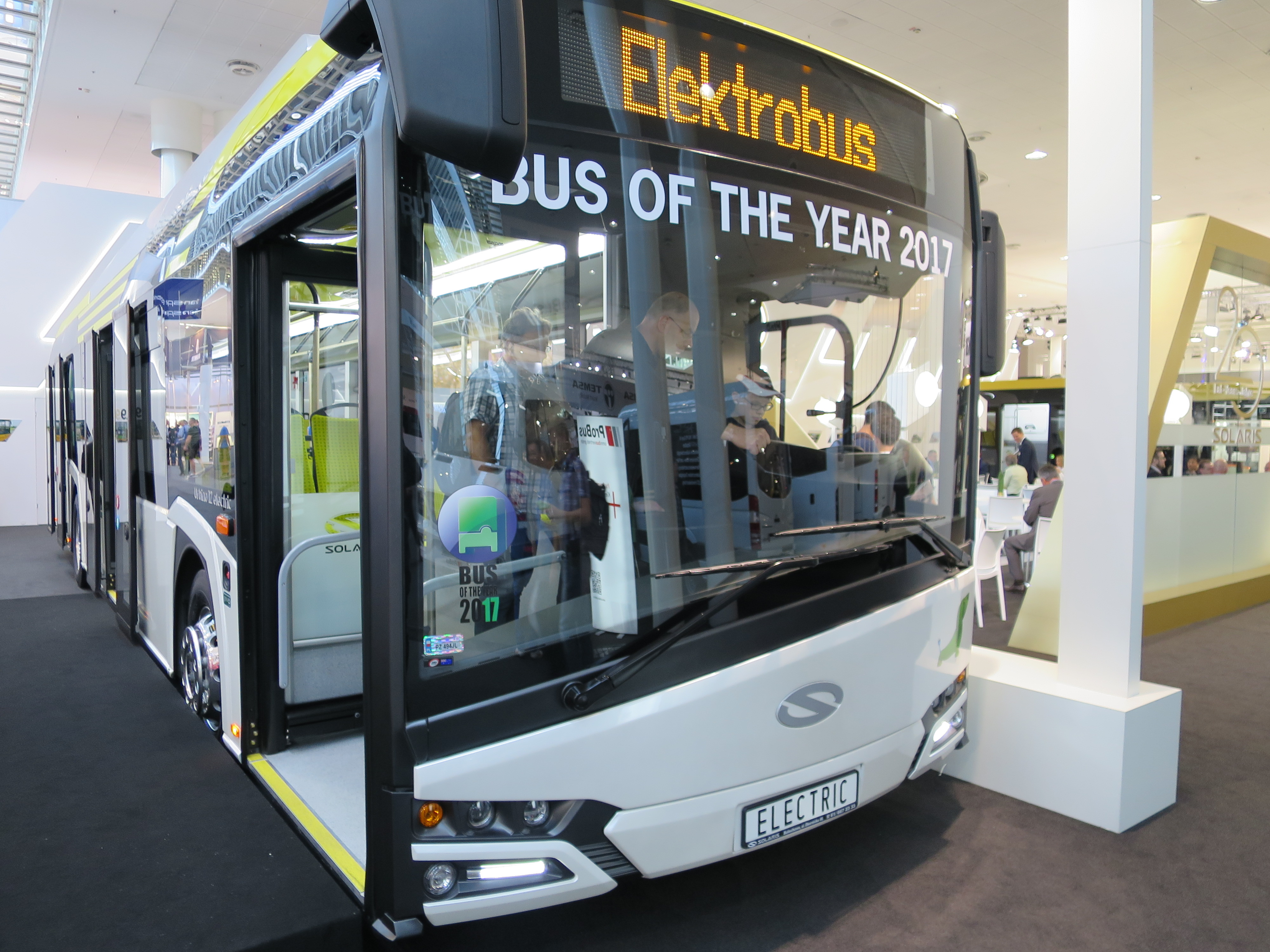
Solaris Urbino 12 electric na targach IAA 2016 z tytułem Autobus Roku
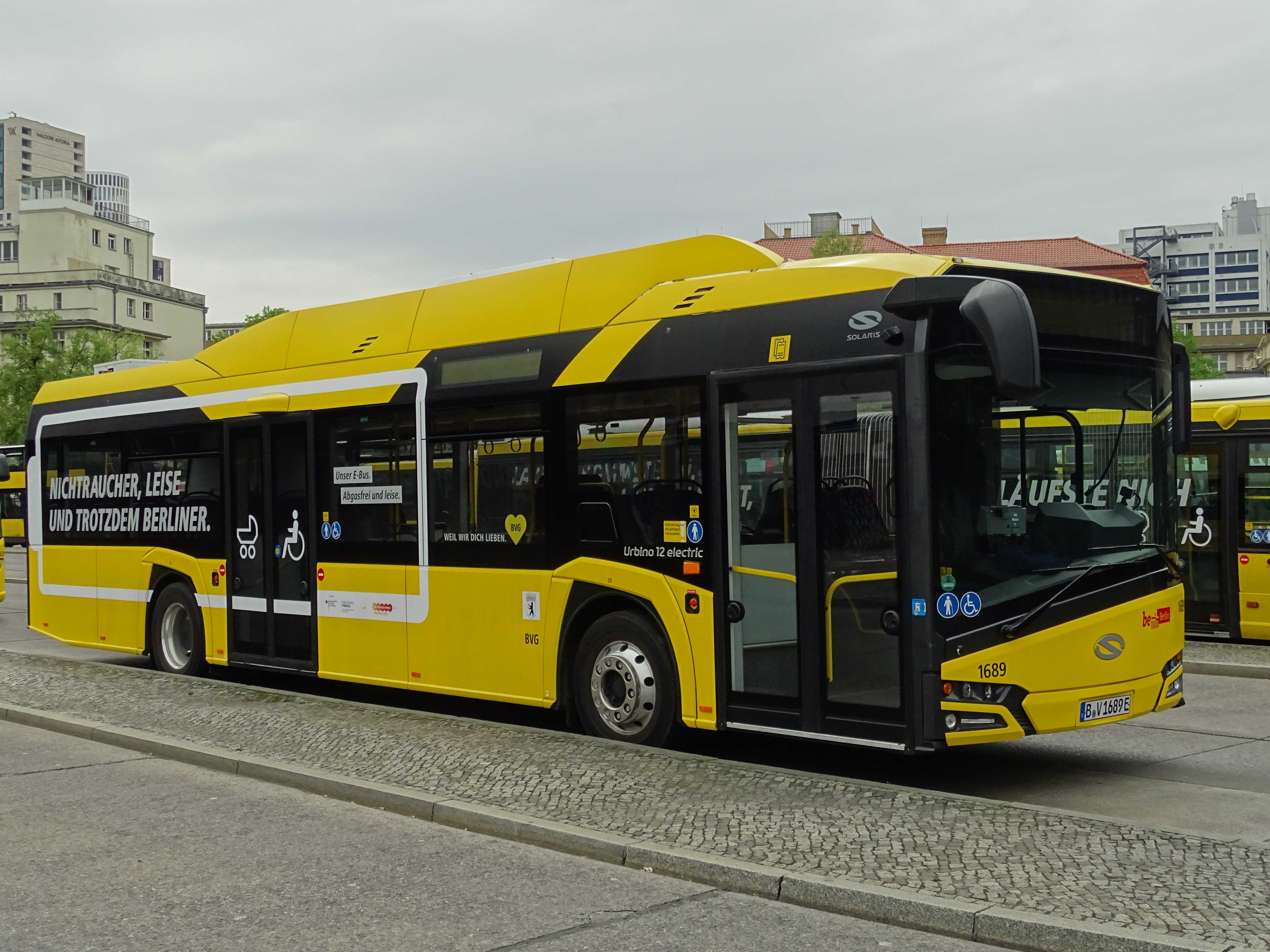
Przód autobusu przed liftingiem
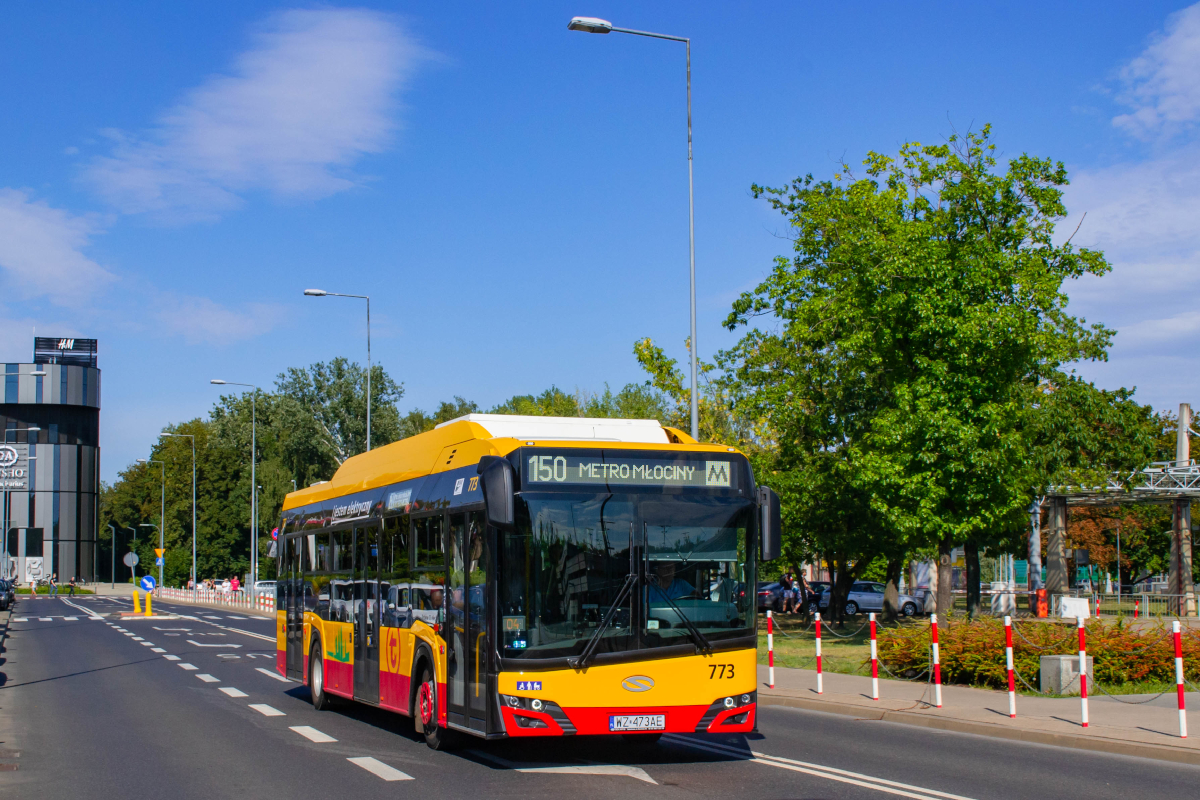
Solaris Urbino 12 electric IV generacji po faceliftingu
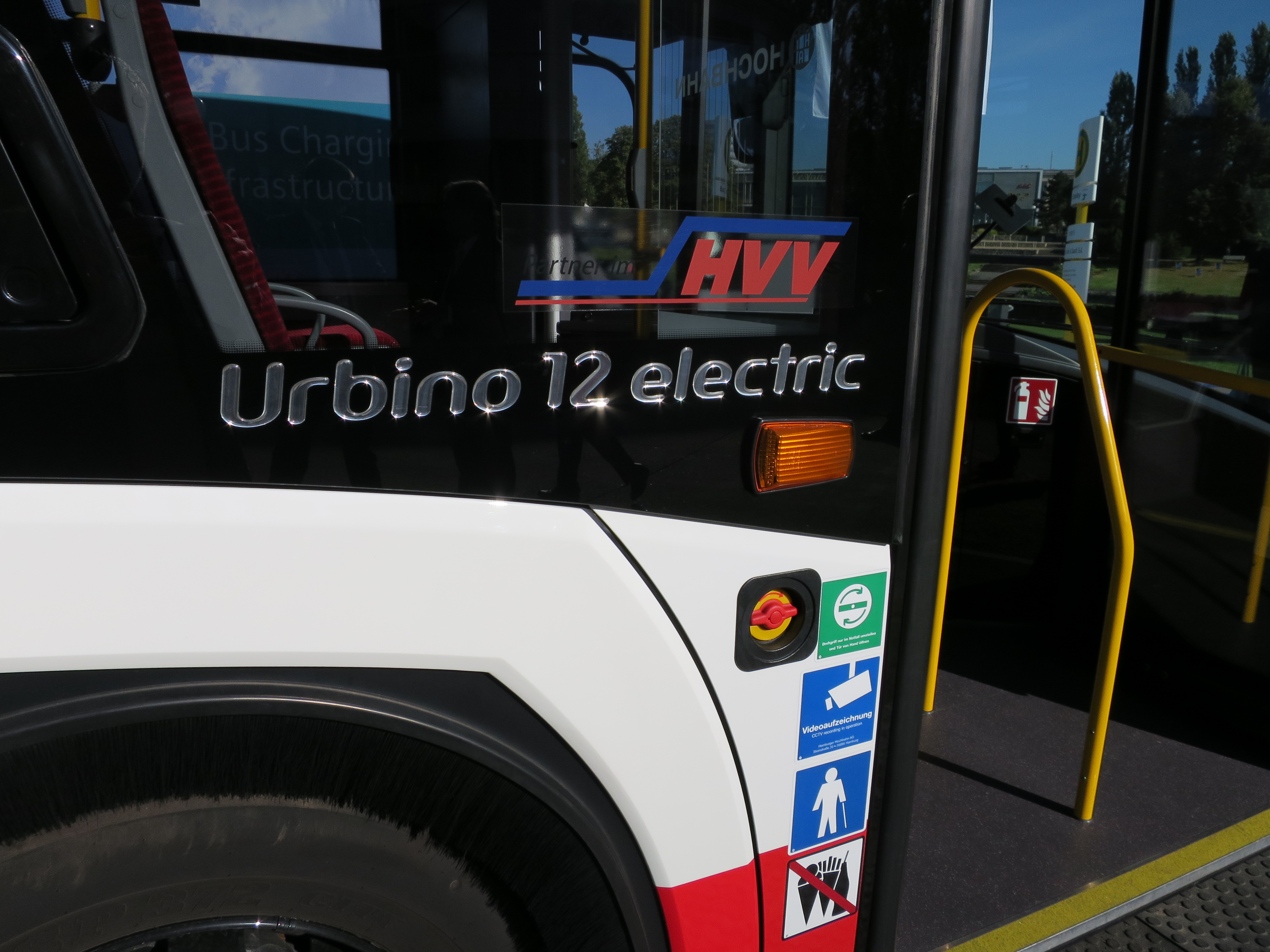
Oznaczenie modelu nad przednim nadkolem
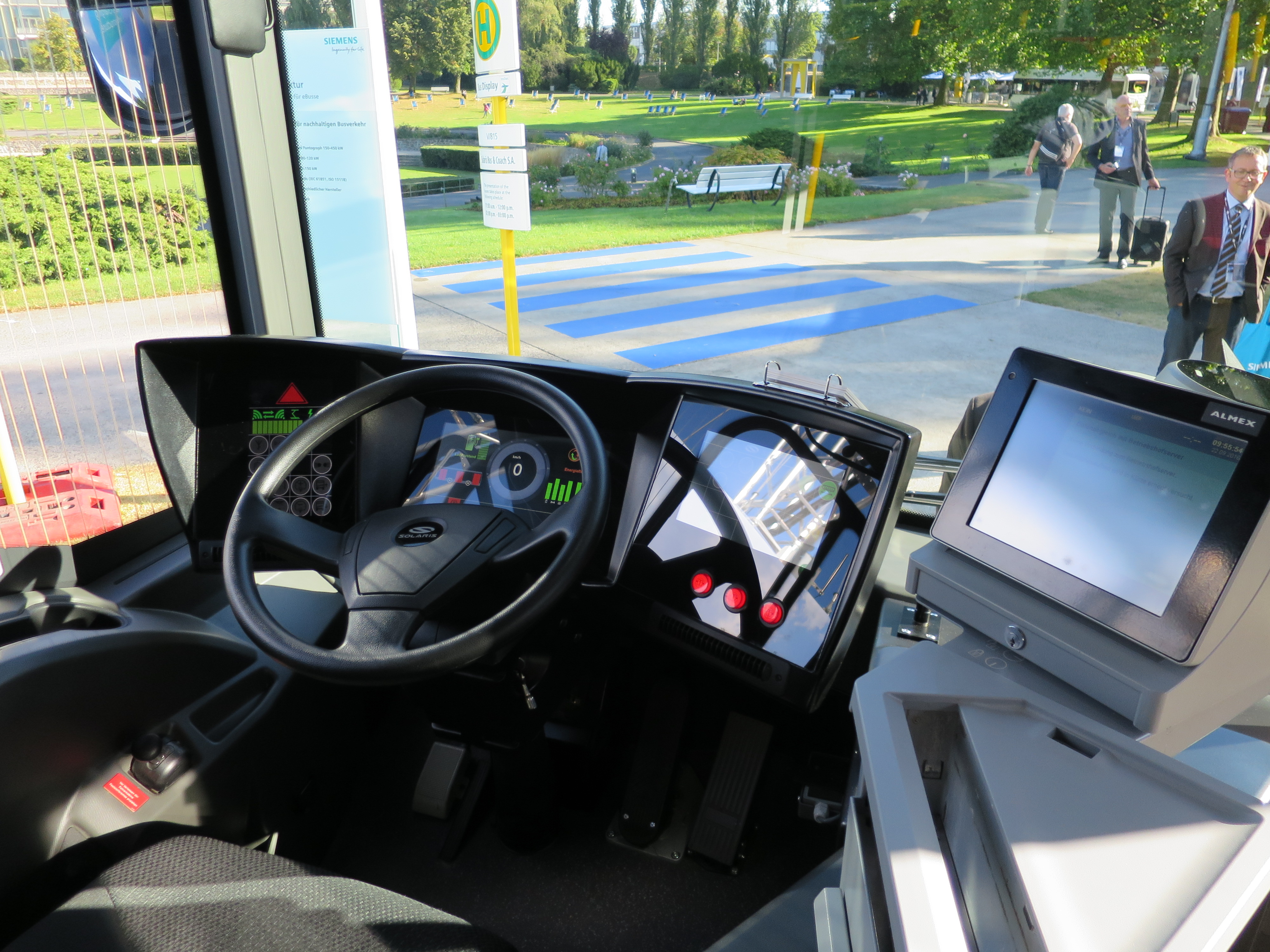
Kabina kierowcy
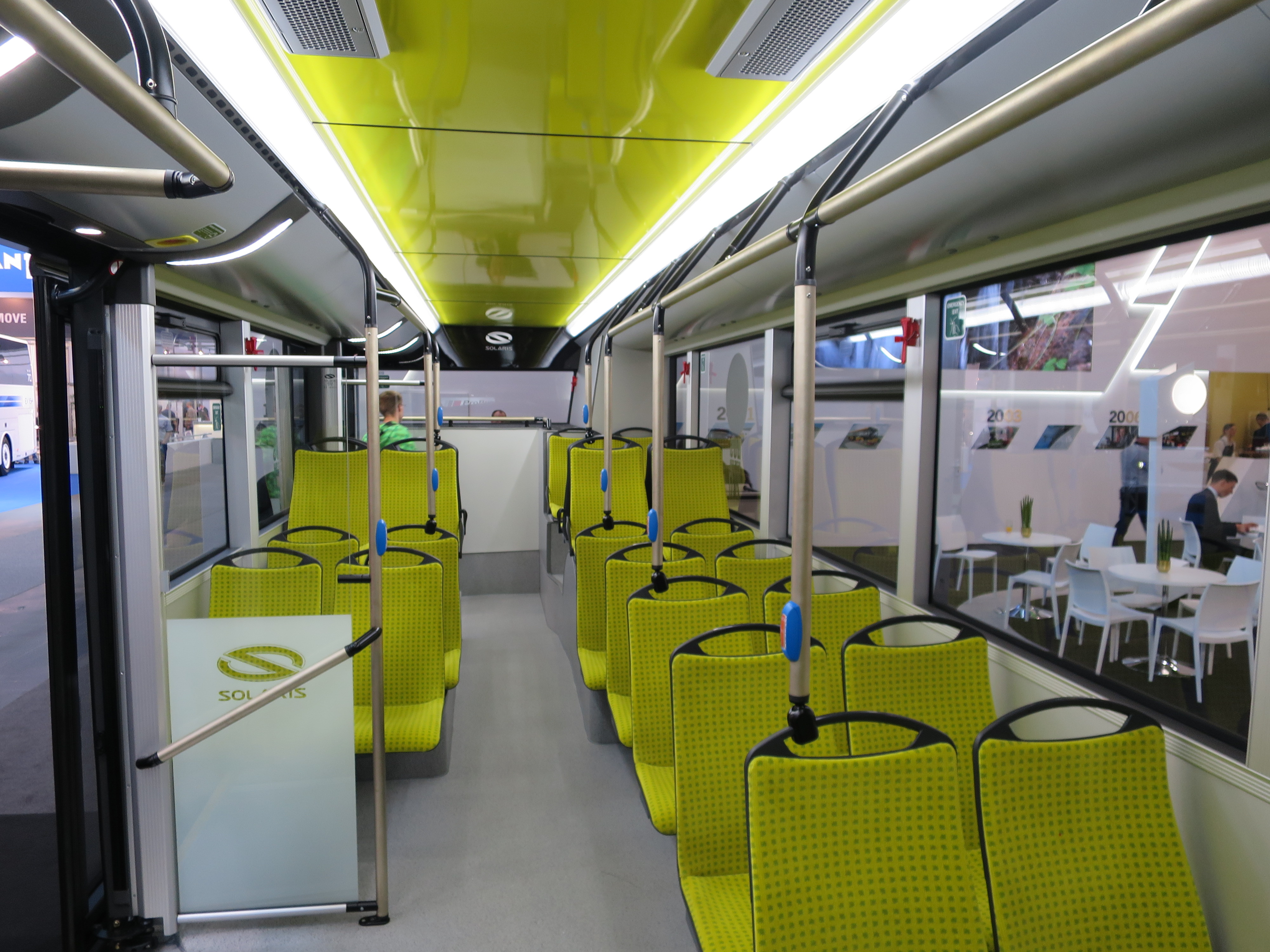
Wnętrze

## Nagrody i wyróżnienia

### Bus of the Year
W maju 2016 r. Solaris Bus & Coach poinformował, że Solaris Urbino 12 electric weźmie udział w Bus Euro Test 2016, podczas którego wyłoniony zostanie laureat tytułu „Autobus roku 2017”. Test odbył się w dniach od 30 maja do 3 czerwca na ulicach Brukseli. Z Solarisem rywalizowały trzy inne pojazdy elektryczne: Irizar i2e, EbusCo 2.1, VanHool Exqui.City oraz napędzany gazem CNG Mercedes-Benz Citaro NGT. Według jurorów z 20 państw Europy najlepszy okazał się produkt polskiego producenta. Nagrodę wręczono w trakcie targów IAA Nutzfahrzeuge w Hanowerze we wrześniu 2016 r.

### Pozostałe nagrody
- 2012: Solaris Urbino 12 electric uznany za najlepszy produkt w kategorii autobusy przez jury Międzynarodowych Targów Miejskiego Transportu Zbiorowego TransExpo 2012 w Kielcach[28]
- 2013: Nagroda „Zrównoważony rozwój” przyznana przez niemiecki magazyn branżowy „Busplaner” dla Solarisa Urbino 12 electric[29]
- 2013: Złoty Medal Targów Transexpo w Kielcach w kategorii „Autobus” dla elektrycznego Solarisa Urbino 12 z automatycznym systemem szybkiego ładowania dachowego[30]
- 2017: EBUS Award 2017 dla Solarisa Urbino 12 electric[31]

## Eksploatacja

### Polska

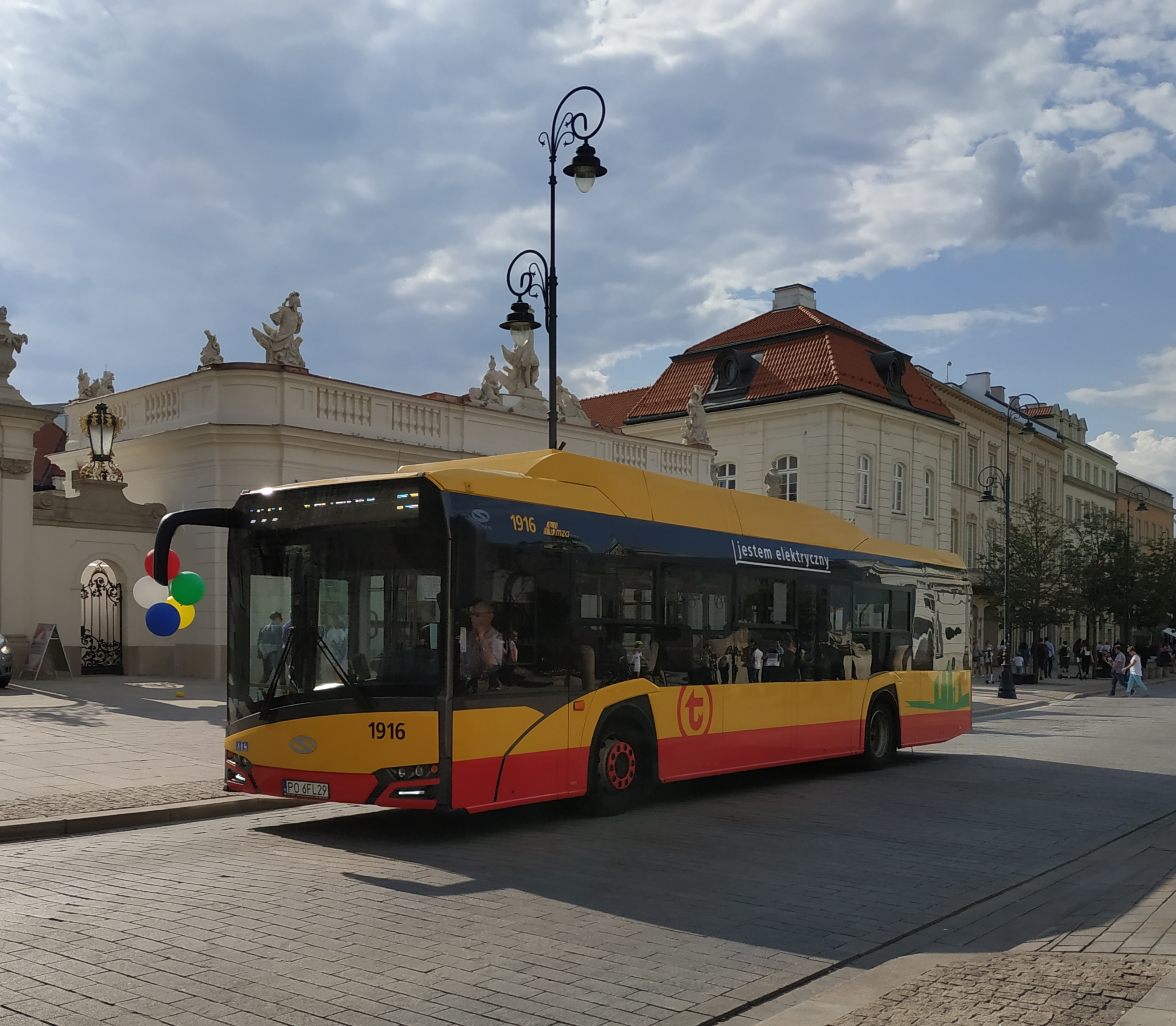
Solaris Urbino 12 electric IV generacji w Warszawie

#### Warszawa
W 2014 r. MZA Warszawa ogłosiły przetarg na dostawę 10 sztuk w pełni elektrycznych autobusów miejskich o długości ok. 12 m. Oferty w przetargu złożyły dwie firmy – Solaris Bus & Coach SA, oferując model Urbino 12 electric oraz chiński producent BYD oferujący model eBus. Pojazd chińskiego producenta był wcześniej testowany na ulicach Warszawy. BYD złożył tańszą ofertę, przez co MZA rozstrzygnęły przetarg na jego korzyść (cena stanowiła wagę 90%). Solaris Bus & Coach oświadczyło, że konkurencja zaoferowała rażąco niską cenę i złożyło odwołanie do Krajowej Izby Odwoławczej. MZA odrzuciły jednak te zarzuty, podtrzymując wybór produktów firmy BYD. W efekcie o wyniku przetargu rozstrzygnął Sąd Okręgowy w Warszawie, przyznając rację polskiemu producentowi i odrzucając ofertę BYD z powodu rażąco niskiej ceny.
W maju 2015 r. do Warszawy trafił pierwszy egzemplarz elektrycznych autobusów Solaris. Wyposażony on został w centralny silnik o mocy 160 kW, a ładowanie odbywa się metodą plug-in. Został skierowany do obsługi linii 222 przebiegającej przez Trakt Królewski.
W 2016 r. ogłoszony został kolejny przetarg na dostawę 10 autobusów elektrycznych. Swoje oferty złożyli Solaris Bus & Coach oraz konsorcjum Ursus Bus, które ostatecznie wygrało. Dostawy autobusów typu CitySmile CS12E miały miejsce w 2017 r.
Na początku 2017 r. został ogłoszony trzeci przetarg, ponownie na dostawę 10 autobusów elektrycznych klasy MAXI. Swoje oferty, podobnie jak rok wcześniej, złożyli Ursus oraz Solaris. Podpoznański producent okazał się jednak tańszy, oferując Solarisy Urbino 12 electric IV generacji. MZA rozpoczęły eksploatację liniową nowych autobusów w czerwcu 2018 r.
W lutym 2017 r. Komunikacja Miejska Łomianki ogłosiła przetarg na dostawę dwóch elektrobusów oraz dwóch stacji ładowania. Zgłosiło się dwóch producentów – Solaris oraz Ursus Bus. Wybrano ofertę Solarisa, który dwa autobusy Urbino 12 electric IV generacji z osią napędową ZF dostarczył w połowie 2019 r.

#### Kraków
W maju 2014 r. MPK Kraków uruchomiło pierwszą w Polsce linię obsługiwaną wyłącznie autobusami elektrycznymi (linia 154 Prądnik Biały – Dworzec Główny Zachód). Do obsługi przeznaczono trzy autobusy testowe – Urbino 12 electric, AMZ City Smile CS10E oraz Rampini Alé EL. Po roku zakończono testy, a MPK ogłosiło przetarg na dostawę do pięciu autobusów elektrycznych o długości ok. 9 m. Ponadto MPK było zainteresowane zakupem dwóch sztuk nowych lub używanych autobusów elektrycznych o długości ok. 12 m. W wyniku przetargu autobusy dostarczyła firma Solaris Bus & Coach oferująca MPK dwa egzemplarze testowe wyprodukowane w 2012 i 2014 r.
W 2016 r. MPK Kraków ogłosiło przetarg na dostawę łącznie 20 autobusów elektrycznych: 17 klasy MAXI i 3 przegubowych klasy MEGA. Na oferty MPK czekało do 19 lipca. Jedynym producentem, który chciał podjąć się tego zadania, okazał się Solaris. 17 Solarisów Urbino 12 electric w nowej odsłonie dotarło do Krakowa w sierpniu 2017 r.

#### Jaworzno
W drugiej połowie 2014 r. PKM Jaworzno rozpisało przetarg na dostawę jednego autobusu elektrycznego. W efekcie w kwietniu 2015 na ulice Jaworzna wyjechał pierwszy Solaris Urbino 12 electric o numerze taborowym 308. Był to, tuż po zaprezentowanym kilka dni wcześniej w Ostrołęce Solarisem Urbino 8,9 LE electric, jeden z dwóch pierwszych autobusów elektrycznych w Polsce.
W 2016 r. rozpisano przetarg na 16 nowych autobusów elektrycznych: 3 autobusy 12-metrowych, 9 przegubowych i 4 klasy MIDI. Ponadto rozpisano przetarg na dostawę 6 sztuk 12-metrowych elektrobusów z technologią akumulatorów w postaci wyjmowanych kaset. Było to do tego czasu największe jednorazowe zamówienie na autobusy elektryczne w Polsce (w 2017 r. MZK Zielona Góra rozpisało przetarg na 47 autobusów elektrycznych). Oba przetargi wygrała firma Solaris Bus & Coach, oferując pojazdy Urbino 12 electric IV generacji, Urbino 18 electric IV generacji i Urbino 8,9 LE electric III generacji. Pierwsze pojazdy dotarły do Jaworzna w połowie 2017 r.
W 2020 r. podpisano umowę na dostawę kolejnych 20 elektrobusów do Jaworzna, w tym 15 szt. Urbino 12 electric. Po realizacji tego zamówienia w 2021 r. 80% taboru PKM stanowią autobusy bezemisyjne.

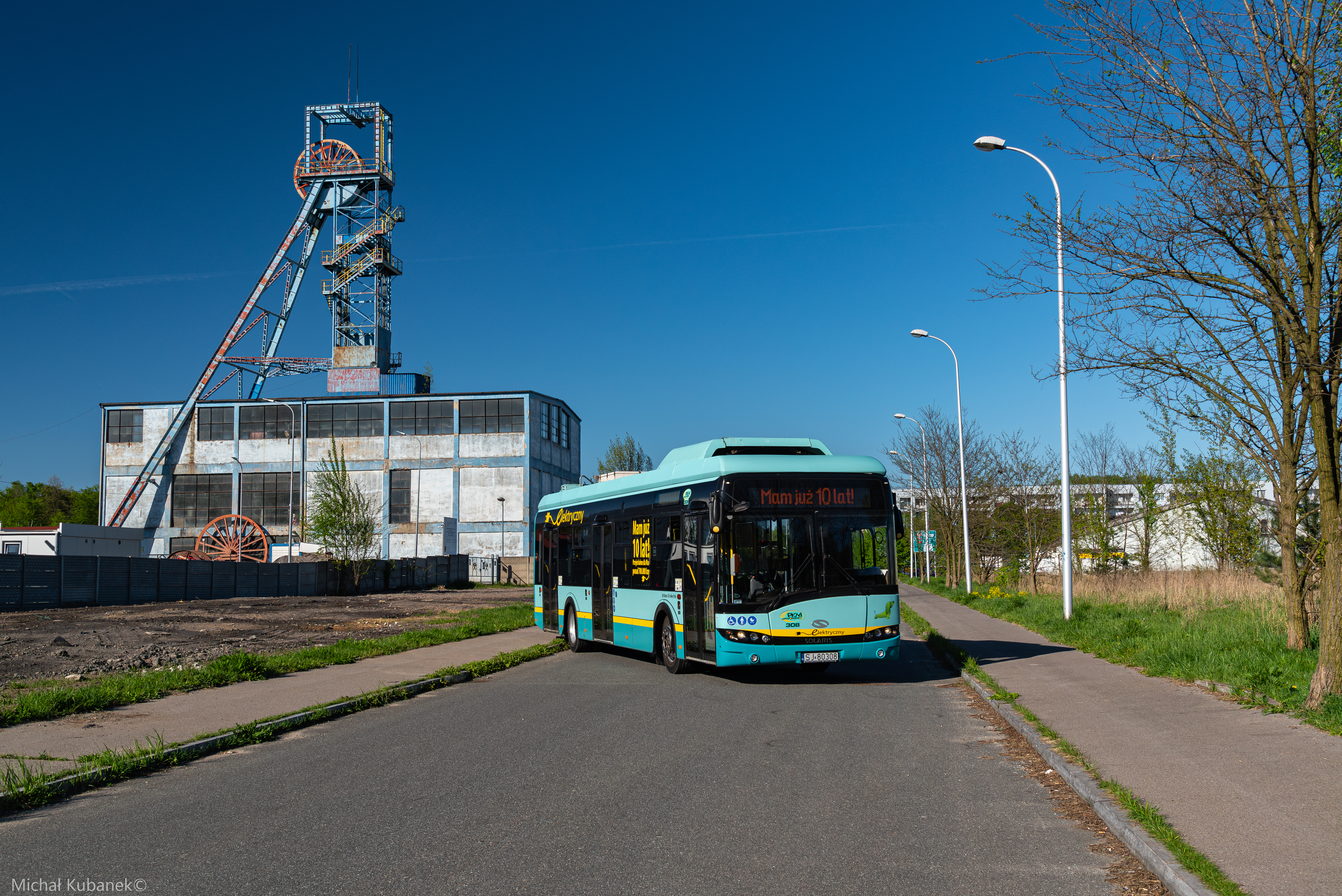
10-lecie pierwszego autobusu elektrycznego w Polsce.

27 kwietnia 2025 r. PKM Jaworzno obchodziło 10-lecie pierwszego dostarczonego autobusu elektrycznego w Polsce. 

#### Poznań
W kwietniu 2018 r. MPK Poznań ogłosiło dwuczęściowy przetarg na dostawę łącznie 21 autobusów elektrycznych – 6 o długości 12 m i 15 przegubowych. Zgodnie z wymaganiami inwestora, pojazdy miały być wyposażone w przystosowane do szybkiego ładowania baterie litowo-tytanowe. Jedyną ofertę złożył Solaris Bus & Coach, jednak przewyższała ona przewidziany budżet na zamówienie. Mimo to MPK zdecydowało się na wybór oferty Solarisa. W efekcie do Poznania w styczniu 2020 r. trafiło 6 autobusów Solaris Urbino 12 electric (oraz 15 Urbino 18 electric) wraz z dedykowanymi ładowarkami. W 2020 r. podpisano umowę na dostawę kolejnych 31 autobusów 12-metrowych oraz 6 przegubowych. Dostarczono je we wrześniu 2021 r.

#### Pozostałe miasta
W 2014 r. Solaris wygrał przetarg na dostawę m.in. 2 autobusów elektrycznych dla MPK Inowrocław. Autobusy te dostarczono w sierpniu 2015 r. W 2017 r. dostarczono cztery elektryczne Urbino 12 dla MZK w Ostrowie Wielkopolskim. W 2017 r. Solaris wygrał przetarg na dostawę 10 autobusów elektrycznych dla rzeszowskiego MPK. Pojazdy dostarczono w 2018 r., lecz do eksploatacji weszły dopiero w kolejnym roku z powodów problemów po stronie miasta z ładowarkami. W 2018 r. Solaris wygrał przetargi na dostawy 3 autobusów elektrycznych dla MZK w Bełchatowie oraz na dostawę 3 autobusów elektrycznych dla MPK we Włocławku. Zamówienia te zrealizowano w 2019 r. W 2020 r. dostarczono trzy sztuki Urbino 12 electric dla ZKM Sochaczew, 10 sztuk tego modelu dla MZDiK Radom, 3 sztuki dla MPK Włocławek, 5 sztuk dla PKM Katowice oraz 2 sztuki dla TLT Tychy. Urbino 12 electric trafiły także m.in. do: Lublina (32 szt. w 2022 r.), Sosnowca (9 szt. w 2021 r.), Opola (5 szt. w 2022 r.), Torunia (6 szt. w 2022 r.), Szczecina (6 szt. w 2022 r.), Piły (5 szt. w 2022 r.), Wejherowa (2 szt. w 2022 r.),Grudziądza (17 szt. w 2023 r.) i Legnicy (5 szt. w 2024 r., 1 szt. w 2025 r.). Autobusy Urbino 12 electric zostały także dostarczone dla gmin do przewozów szkolnych. Pierwszą gminą w Polsce, która zdecydowała się na taki zakup, była gmina Godzianów. Wiosną 2022 r. jedenaście elektrycznych Solarisów Urbino 12 electric trafiło do przewoźnika Kłosok do obsługi linii miejskich na terenie ZTZ Rybnik. Był to pierwszy prywatny operator komunikacji miejskiej w Polsce, który zdecydował się na zakup autobusów elektrycznych.

### Niemcy

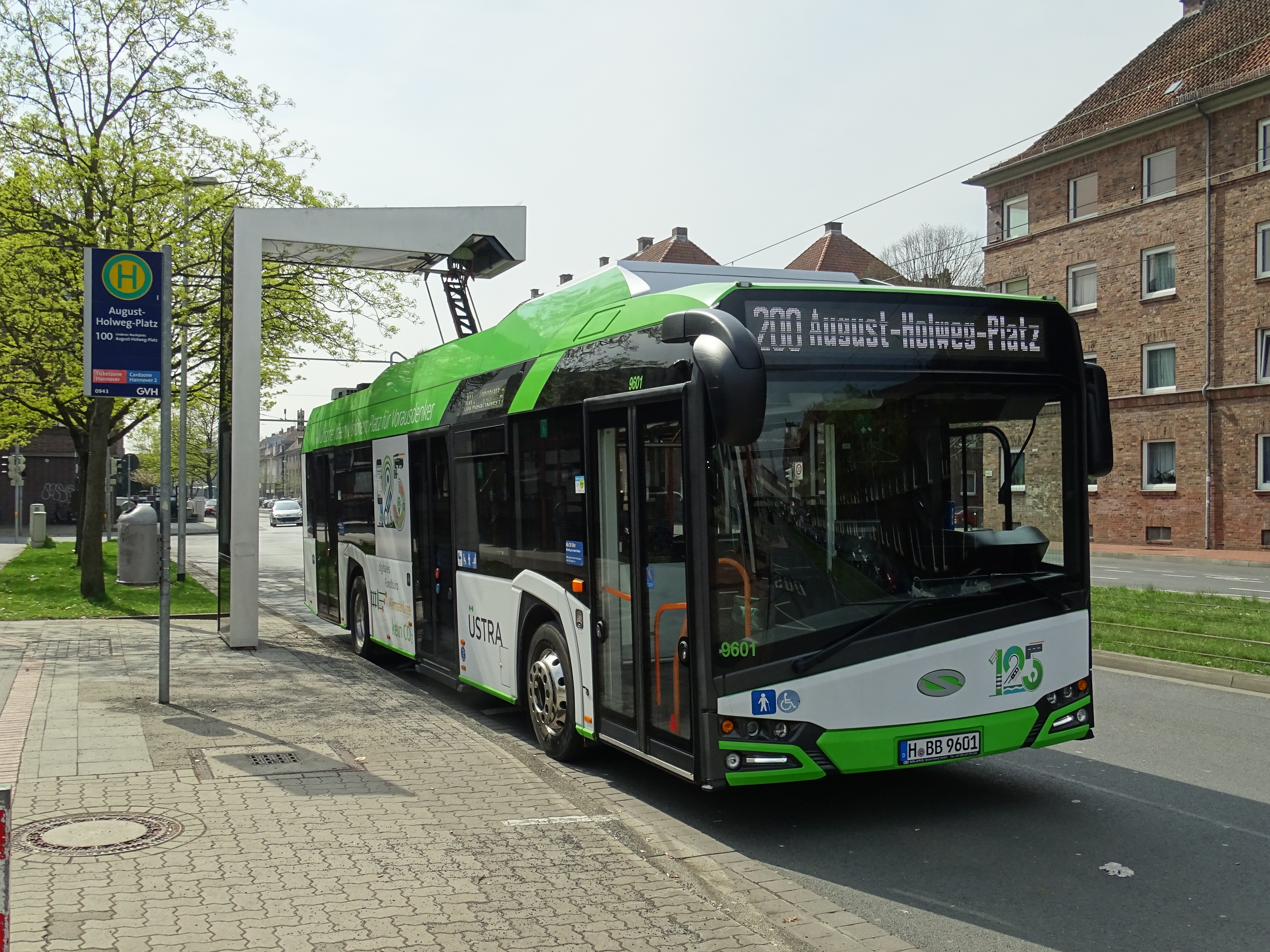
Urbino 12 electric IV generacji w barwach Üstra Hanower podczas ładowania za pomocą pantografu

Niemcy, jako najważniejszy kraj eksportowy Solarisa, mają także duży udział w sprzedaży autobusów elektrycznych. Ze względu na fakt, że czołowi niemieccy producenci autobusów miejskich (Mercedes-Benz oraz MAN) dużo później wprowadzili do oferty swoje autobusy elektryczne (MAN w 2016, a Mercedes w 2018 r.), polski producent miał okazję zaistnieć ze swoimi produktami na zachodnim rynku. Pierwszy 12-metrowy autobus elektryczny firmy Solaris trafił do Brunszwiku. Wkrótce do grona miast eksploatujących Urbino 12 electric dołączyły Oberhausen, Berlin i Drezno. Szczególnie ważnym zamówieniem był kontrakt z BVG Berlin w ramach pilotażowego programu „ZeUS” oraz programu Uniwersytetu Technicznego w Berlinie „E-Bus Berlin”.
Na niemieckich ulicach pojawił się także pierwszy elektrobus Solaris IV generacji. Zamówienie na trzy tego typu pojazdy spłynęło do producenta jeszcze przed oficjalną premierą w 2015 r. Elektryczne Solarisy obsługują także innowacyjną linię 109 w Hamburgu, na której miasto testuje różne koncepcje na bezemisyjny transport publiczny. Dołączyły m.in. do eksploatowanych od 2014 r. dwóch Solarisów Urbino 18,75 electric wspomaganych ogniwami paliwowymi.
W maju 2018 r. Hochbahn Hamburg zamówiło kolejnych 10 autobusów Solaris Urbino 12 electric IV generacji. Pierwsze autobusy z tego kontraktu dotarły do niemieckiego miasta w lutym 2019 r. W czerwcu 2018 r. Solaris podpisał natomiast kolejny kontrakt z BVG Berlin na dostawę 15 szt. Urbino 12 electric IV. Tym razem jednak nie mają one być zasilane indukcyjnie jak poprzednie egzemplarze dla Berlina, lecz przez złącze plug-in. Dostawy tych autobusów zakończono w kwietniu 2019 r. Na mocy podpisanej w 2019 r. umowy, do 2022 r. do stolicy Niemiec trafiło kolejnych 90 Urbino 12 electric.
Pod koniec 2018 r. niemiecki przewoźnik Ettenhuber z Monachium zamówił trzy Urbino 12 electric po faceliftingu. Są to pierwsze elektryczne Urbino z odświeżonym designem i jednocześnie pierwsze w Niemczech autobusy elektryczne we flocie prywatnego przewoźnika.

### Włochy
W 2017 r. Solaris pozyskał dwa zamówienia z rynku włoskiego – 10 szt. Urbino 12 electric zamówił przewoźnik ATM z Mediolanu, natomiast 12 szt. – ATB z Bergamo. Oba kontrakty zostały zrealizowane w 2018 r. W 2019 r. do Mediolanu trafiło kolejnych 15 autobusów tego typu. W tym samym roku Solaris wygrał przetarg ramowy na dostawę do 250 autobusów elektrycznych do 2030 r. dla ATM do obsługi połączeń miejskich w Mediolanie. O kontrakt ubiegało się dwóch producentów: Solaris i Mercedes. Dostawy pierwszej partii 40 autobusów zakończono w 2020 r. i jednocześnie przewoźnik zakontraktował kolejnych 100 autobusów. W 2019 r. Solaris pozyskał także zamówienie na 30 szt. Urbino 12 electric dla przedsiębiorstwa ACTV SPA obsługującego połączenia miejskie w Wenecji. W 2022 r. producent pozyskał zamówienie na siedem pojazdów do obsługi połączeń w Katanii.

### Kraje skandynawskie
Pierwszym skandynawskim miastem, które zdecydowało się na zakup bezemisyjnych Solarisów, było szwedzkie Västerås. Jedna sztuka Urbino 12 electric III generacji wozi pasażerów od jesieni 2014 r. Autobusy ładowane są w technologii plug-in. Ze względu na trudne warunki klimatyczne zastosowano w nich dodatkowe ogrzewanie na biogaz. Kolejnym klientem było fińskie Tampere. W 2016 r. dostarczono tam cztery autobusy elektryczne ładowane pantografem lub metodą plug-in z silnikami trakcyjnymi w piastach kół. Pod koniec 2017 r. Solaris dostarczył dwie sztuki autobusów elektrycznych nowej generacji do Oslo. Ładowane przez pantograf pojazdy na ulicach stolicy Norwegii są napędzane przez oś portalową ZF. W lecie 2018 dostarczone mają zostać autobusy elektryczne dla innego norweskiego przewoźnika, Boreal Norge. Zamówił on pięć pojazdów napędzanych osią portalową ZF. Ładowanie ma odbywać się za pomocą pantografu. Zostaną one skierowane do obsługi linii miejskich w Kristiansand. W 2018 r. Solaris sprzedał specjalny autobus elektryczny oparty na modelu Solaris Urbino 12 electric IV generacji dla portu w szwedzkim Ystad. Obsługuje on ruch pasażerski pomiędzy terminalem a promami. Szczególnym wyposażeniem pojazdu jest większa przestrzeń dla osób stojących oraz przestrzeń we wnętrzu na bagaż, a także system świetlnych znaków wizualnych na dachu. W 2019 r. podpisano kolejne kontrakty na bezemisyjne autobusy miejskie dla norweskich przewoźników: kolejne 2 Urbino 12 electric dla Boreal Norge oraz 4 dla przewoźnika Norgebuss.

### Inne państwa
Na rynek czeski oraz słowacki Solaris dostarczał autobusy elektryczne we współpracy ze Škoda Transportation. Efektem tej współpracy były dostawy autobusów Škoda 26BB Perun m.in. dla Pilzna (2 szt. w 2015 r.), Trutnova (4 szt. w 2019 r.), Trzyńca (10 szt. w latach 2016–2017) i Šaľa (1 szt. w 2017 r.). W 2021 r. przewoźnik DPO z Ostrawy zamówił 24 Solarisy Urbino 12 electric, które dostarczono w 2022 r. Były to pierwsze autobusy elektryczne, które Solaris dostarczył do Czech pod własną marką.
W 2017 r. Solaris pozyskał pierwsze zamówienie na autobusy elektryczne z Rumunii. W latach 2018–2019 dostarczył łącznie 41 szt. Solarisów Urbino 12 electric dla przewoźnika z Klużu-Napoki. W 2022 r. Solaris pozyskał łączone zamówienie centralne na dostawę 123 autobusów elektrycznych 12-metrowych dla sześciu rumuńskich miast: Jassy, Sybina, Syhotu, Suczawy, Târgu Mureș oraz Pitești.
W 2018 r. pierwsze zamówienie na pięć autobusów elektrycznych napłynęło z Luksemburga, a rok później z Węgier – sześć Urbino 12 electric trafiło do Paks. W 2019 r. do grona państw, w których jeżdżą Urbino 12 electric, dołączyła Hiszpania. 2 szt. zamówił miejski przewoźnik z Bilbao. W 2022 r. 60 szt. Urbino 12 electric zamówił przewoźnik ETM z Madrytu oraz 4 szt. przewoźnik z Fuenlabrady. W 2022 r. sześć pierwszych Urbino 12 electric trafiło do Danii do obsługi komunikacji miejskiej w Aarhus.